# Enicospilus abessyniensis
Enicospilus abessyniensis là một loài tò vò trong họ Ichneumonidae.